# أندي وايت
أندي وايت (بالإنجليزية: Andy White)‏ (6 نوفمبر 1948 نيوبورت المملكة المتحدة - ) هو لاعب كرة قدم ويلزي.